# Hermann Eyer
Hermann Eyer (* 29. Juni 1906 in Mannheim; † 28. Februar 1997 in München) war ein deutscher Mediziner. Er war Hygieniker, Mikrobiologe und Hochschullehrer.

## Ausbildung und Beruf
Hermann Eyer war der Sohn des Direktors der Thyssen-Rheinstahl AG Fritz Eyer und dessen Ehefrau Margarete, geborene Linzenmeier. Seine Schulzeit schloss Eyer 1924 am Realgymnasium in Karlsruhe, dem Goethe-Gymnasium Karlsruhe, mit dem Abitur ab. Er studierte danach das Fach Allgemeiner Maschinenbau an den Technischen Hochschulen Karlsruhe und Aachen, brach das Studium jedoch nach einem Jahr ab. Anschließend absolvierte er ein Chemiestudium an der Universität Heidelberg und legte 1929 in diesem Fach die Diplomprüfung ab. 1926 wurde er Mitglied der katholischen Studentenverbindung KDStV Arminia Heidelberg. Eyer, von 1927 bis 1932 als Assistent am Chemischen Institut der Universität Heidelberg tätig, promovierte in diesem Fach 1930 zum Dr. phil. nat. Weiterhin absolvierte er in Heidelberg noch ein Studium der Medizin, das er 1932 mit Staatsexamen abschloss. Im selben Jahr wurde er dort zum Dr. med. promoviert. Eyer wurde 1933 approbiert und erhielt im November 1933 eine Anstellung am Hygienisch-Bakteriologischen Institut der Universität Erlangen, wo er 1936 zum Dr. med. habil. für Hygiene und Medizinische Mikrobiologie habilitiert wurde.

## Zeit des Nationalsozialismus

### Mitgliedschaft in NS-Organisationen
Nach der Machtübergabe an die Nationalsozialisten trat er 1933 der SA und trotz Aufnahmesperre der Partei zum 1. August 1935 der NSDAP bei (Mitgliedsnummer 3.687.955).

### Universitätsdozent und Fleckfieberforscher
Nach der Habilitation war er ab 1937 als Privatdozent an der Universität Berlin tätig und wurde dort 1943 zum außerplanmäßigen Professor ernannt. 1937 wurde er zum Robert Koch-Institut abgeordnet, wo er in der Abteilung Virusforschung unter der Leitung Eugen Haagens über Vakzineinfektionen an Mäusen forschte. Im Frühjahr 1939 nahm Eyer mit seinem Assistenten Przybylkiewicz im italienisch besetzten Äthiopien an Testreihen mit Fleckfieberschutzimpfungen in Addis Abeba teil und hatte sich mit diesem auch am Herzog von Aosta-Institut selbst eine entsprechende Schutzimpfung setzen lassen. Zuvor hatte er als Stabsarzt auf Weisung der Wehrmachtsgesundheitsführung am Abessinienkrieg teilgenommen, um bei der italienischen Armee die Wirkung bestimmter Medikamente zu beobachten.
Seit 1938 war er mit Gertrud Eyer, geborene Decker, verheiratet.

### Zweiter Weltkrieg: Leiter des Instituts für Fleckfieber- und Virusforschung des OKH in Krakau
Nach Beginn des Zweiten Weltkrieges leitete er nach der deutschen Besetzung Polens von Oktober 1939 bis zum Rückzug der Wehrmacht 1944, zuletzt im Rang eines Oberstabsarztes, das Institut für Fleckfieber- und Virusforschung des Oberkommando des Heeres in Krakau. Stellvertretender Direktor an diesem Krakauer Institut war der Stabsarzt Heinrich Mückter, dem späteren Forschungsleiter bei Grünenthal, unter dessen Leitung das Schlaf- und Beruhigungsmittel Contergan entwickelt wurde. Einen Ableger dieser Einrichtung leitete der polnische Biologe Rudolf Weigl ab Sommer 1941 in Lemberg.
Eyer ließ ab April 1940 einen Impfstoff nach Weigl (Läuseimpfstoff) zur Fleckfieber-Immunisierung an dem von ihm geführten Institut herstellen, den er gegenüber den Dottersackimpfstoffen bevorzugte. Die konkurrierenden Präparate wurden durch vergleichende Versuchsreihen am Menschen im KZ Buchenwald zur Klärung ihrer Wirksamkeit erprobt. Gemeinsam mit dem Oberstabsarzt Bernhard Schmidt von der Heeres-Sanitätsinspektion besuchte Eyer am 8. Februar 1943 die Fleckfieberversuchsstation des Hygiene-Instituts der Waffen-SS im KZ Buchenwald, die von dem SS-Arzt Erwin Ding-Schuler geleitet wurde:

„Es ist zutreffend, daß Dr. Eyer in Begleitung eines anderen Arztes den Block 46 in Buchenwald besucht hat. Ich hatte den Auftrag, ihm die Krankengeschichten und Fieberkurven der Versuchspersonen vorzulegen. Hierüber stellte er an mich einige fachliche Fragen. Insbesondere auch wegen der Strophantin-Dosierung [Herzstärkungsmittel]“

Eyer führte 1940 auch erbbiologische Faktoren für Fleckfieberinfektionen an: Diese Infektionen gingen auch von „verlausten und schmutzstarrenden Quartieren fleckfieberkranker Juden in Innerpolen“ aus, daher müsste es zur „Abriegelung aller endemischen Herde“, der „Isolierung der jüdischen Ghettos“, der „Unterbindung jeglicher Bevölkerungsverschiebungen“ und zu „Massenentlausungen“ derjenigen kommen, die u. a. im „Kaftan des Ghettojuden“ daherkämen.

## Nachkriegszeit und Lehrstuhl
Bei Kriegsende geriet Eyer kurzzeitig in Kriegsgefangenschaft und wurde zu seinen Tätigkeiten von Angehörigen der US-Armee verhört. Im Rahmen des Nürnberger Ärzteprozesses gab er am 26. Februar 1947 eine Eidesstattliche Erklärung zugunsten des Angeklagten Wilhelm Beiglböck ab.
Ab 1946 war Eyer ordentlicher Professor für Hygiene an der Universität Bonn und Direktor des dortigen Hygienischen Instituts. 1957 wechselte Eyer an die Universität München, wo er als Professor für Hygiene und Medizinische Mikrobiologie und Direktor des Max von Pettenkofer-Instituts bis zu seiner Emeritierung 1974 wirkte. Er befasste sich in über 200 Veröffentlichungen mit mikrobiologischen, virologischen, allgemein- und arbeitshygienischen Themen.
Ab 1952 war er korrespondierendes Mitglied der American Chemical Society. Seit 1957 gehörte er der Deutschen Akademie der Naturforscher (Leopoldina) in Halle an der Saale an. Ab 1966 gehörte er der American Society for Microbiology and Hygiene an. Beim Wehrmedizinischen Beirat der Bundeswehr war er zudem lange Zeit deren Sprecher und er gehörte auch dem Bundesgesundheitsrat an. Er saß dem Kuratorium der Bayerischen Akademie für Arbeitsmedizin und der Deutschen Gesellschaft für Hygiene und Mikrobiologie vor.
Im sogenannten Fußgängerverfahren wurde zu dem Tatkomplex Fleckfieberversuche im KZ Buchenwald durch die Limburger Staatsanwaltschaft ab 1960 gegen verdächtige Personen wegen Mordes ermittelt. In die Ermittlungen waren im Ding-Tagebuch als auch in den Unterlagen zum Nürnberger Ärzteprozess genannte Personen einbezogen. Das Verfahren wurde Mitte 1961 eingestellt. In der Einstellungsbegründung hieß es bzgl. Eyer und Schmidt, „man hätte nicht erwarten können, daß sie hiergegen etwas unternahmen“.

## Ehrungen
- Ehrenmitgliedschaft in in- und ausländischen wissenschaftlichen Gesellschaften
- Bayerische Staatsmedaille für soziale Verdienste (1975)[7]
- Bayerischer Verdienstorden[7]
- Bundesverdienstkreuz I. Klasse (1986)[7]

## Schriften (Auswahl)
- Beiträge zur Chemie des Insulins, Heidelberg, Naturwiss.-math. Diss. 1930, Eine Medizinische *Topographie eines ausgewählten Landbezirks im Bereich der oberpfälzischen Grenzmark, Erlangen, Med. Hab.-Schr., 1936.
- Das Problem der Fleckfieberschutzimpfung und ihre Bedeutung für die Praxis. In: Aus: Der Öffentliche Gesundheitsdienst. Jg. 7. Georg Thieme, Leipzig, 1941, H. 5.
- Verlausung und Entlausung unter besonderer Berücksichtigung der Fleckfieberbekämpfung. Aus: Der praktische Desinfektor. Hygiene-Verl. Deleiter, Berlin-Lichtenberg 1941, H. 5.
- Über das Fleckfieber. Aus: Hippokrates. Hippokrates-Verl. Marquardt & Cie, Stuttgart 1942, H. 46.
- Ernährungshygienisches Fachgutachten zur Frage der physiologischen Wertminderung von Honig durch Erhitzung auf die von der Verordnung über Honig zugelassenen Temperaturen: Gutachten. Aus: Schriftenreihe des Bundes für Lebensmittelrecht und Lebensmittelkunde; H. 35, Behr, Hamburg 1961.